# Tepoto Norte (Polinesia Francesa)
Tepoto Norte es una comuna asociada de la comuna francesa de Napuka que está situada en la subdivisión de Islas Tuamotu-Gambier, de la colectividad de ultramar de Polinesia Francesa.

## Composición
La comuna asociada de Tepoto Norte comprende la totalidad del atolón de Tepoto Norte.

## Demografía
| Gráfica de evolución demográfica de Tepoto entre 1977 y 2012 |
|                                                              |

Fuente: Insee